# Ильмовая падь
И́льмовая падь — комплекс хуннских могильников II—I веков до н. э., расположенный в Кяхтинском районе Республики Бурятия.
Был открыт Юлианом Доминиковичем Талько-Грынцевичем в 1896—1897 годах. Порядка 320 погребальных сооружений представлены в виде выкладок из камня по форме близких к квадрату с дромосом с южной стороны. Обряд погребения подтверждает данные ханьских хроник о том, что хунны хоронили умерших в двойных деревянных гробах. Наряду с могилами рядового населения раскопаны монументальные захоронения представителей знати. Найденные здесь остатки шёлковых тканей, зеркала и другие китайские изделия свидетельствуют о связях хуннов с древним Китаем.

## Географическое положение
Располагается в Кяхтинском районе Республики Бурятия, недалеко от федеральной автомагистрали А340 (Кяхтинский тракт), в 23 км к северу от города Кяхта, в 212 км к югу от города Улан-Удэ, восточнее села Усть-Кяхта.

## Могильники комплекса «Ильмовая падь»

### Ильмовая падь I
Могильник железного века. Расположен в 8,5 км на восток от села Усть-Кяхта, в 23 км к северу от города Кяхта, в 1,5—2 км от Кяхтинского тракта. Могильник занимает северный, покрытый лесом, пологий склон пади, общей площадью 2 км². Насчитывается около 320 могил разной конфигурации и размеров. Царские курганы имеют невысокие насыпи, диаметром от 20 до 30 м; рядовые — от 3 до 5 м с западинами в центре. К царским курганам с юга примыкает длинный узкий каменный шлейф, по краю которого выступают каменные оградки.
Могильник датируется I в. н. э. Открыт Ю. Д. Талько-Грынцевичем в 1896 году. Им было раскопано 33 могилы. В 1928—1929 годах Георгий Петрович Сосновский раскопал 11 могил; в 1950 году Алексей Павлович Окладников составил план захоронений; в 1967—1972 и 1974—1976 годах исследования проводил Прокопий Батюрович Коновалов — раскопано 14 могил; в 1994—1996 годах работы проводились экспедицией БИОНа (рук. С. В. Данилов) по музеефикации царских курганов и памятника в целом. С 1999 года к изучению могильника приступает Байкальская экспедиция под руководством Б. Б. Дашибалова. В 1999—2001 годах в Ильмовой пади проведена инструментальная съёмка.
Коллекции хранятся в Кяхтинском краеведческом музее им. Обручева, Музее БНЦ СО РАН, ИМБТ СО РАН.

### Ильмовая падь II (Хана-Шулуун)
Могильник бронзового века. Находится в 7,5—8 км к юго-востоку от села Усть-Кяхта под скалой с петроглифами, в 0,25 км восточнее Кяхтинского тракта. Зафиксированы 15 плиточных могил, 4 из которых разрушены, 1 херексур с диаметром кургана 10—11 м, круглая оградка. На отдельных камнях просматриваются изображения, подобные изображениям на писанице.
Открыт в 1950 году Родионом Филипповичем Тугутовым. В том же году А. П. Окладниковым раскопан херексур.

### Ильмовая Падь III (Капчеранка)
Средневековый могильник. Находится в 8 км на юго-восток от села Усть-Кяхта, в 1 км восточнее Кяхтинского тракта. Отмечалось около 50 могил, выраженных на поверхности каменными кладками. Находки: обломки ножниц, скобка из толстой пластины, фрагменты неорнаментированной керамики, берёста, обломки железных предметов, бронзовая сердцевидная бляшка, клиновидный кельт, обломки наконечников стрел, обломки бронзового зеркала с иероглифами, бусы, остатки одежды из ткани.
В настоящее время зафиксировано несколько курганных кладок эпохи средневековья (VIII—XI веков). Западная часть могильника полностью распахана.
Открыт Г. П. Сосновским в 1928 году. В 1928 году Анна Михайловна Виноградова и С. А. Успенский раскопали в пади 18 могил, в 1929 году Г. П. Сосновский — 3 могилы.
Коллекции хранятся в Эрмитаже, № 395/ 1-104, 1549/1-9.